# Пустошь (Ленский район)
Пустошь — деревня в Ленском районе Архангельской области. Входит в состав Сафроновского сельского поселения.

## История
До революции относилась к Иртовскому погосту Яренского уезда.

## Население
| 2002 | 2010 | 2012 |
| ---- | ---- | ---- |
| 7    | →7   | →7   |

Население деревни, по данным Всероссийской переписи населения 2010 года, составляет 7 человек.

## Известные уроженцы
В деревне родился художник Николай Александрович Лемзаков.